# Ljudmila Walerijewna Bodnijewa
Ljudmila Walerijewna Bodnijewa (russisch Людмила Валериевна Бодниева, wiss. Transliteration Ljudmila Valerievna Bodnieva; * 15. Oktober 1978 in Elista, Kalmückische ASSR) ist eine ehemalige russische Handballspielerin, die für die russische Nationalmannschaft auflief. Seit September 2021 trainiert sie die russische Nationalmannschaft.

## Aktive Karriere

### Im Verein
Bodnijewa wurde in der Hauptstadt der Teilrepublik Kalmückien geboren. Im Alter von sechs Jahren zog sie mit ihren Eltern nach Wolgograd. Dort erlernte sie das Handballspielen an einer Schule. Ab dem Jahr 1993 lief die Kreisspielerin für den russischen Erstligisten Akwa Wolgograd auf, wo sie durchgängig von Lewon Akopjan trainiert wurde. Mit Akwa gewann sie in den Jahren 1995, 1996, 1999, 2000 und 2001 die russische Meisterschaft. Als der Verein im Jahr 2003 in finanzielle Schwierigkeiten geraten war, schloss sie sich dem slowenischen Spitzenverein Rokometni Klub Krim an. Mit Krim gewann sie ab dem Jahr 2004 bis 2013 das nationale Double sowie 2003 und 2004 die EHF Champions Trophy. Weiterhin stand sie in den Jahren 2004 und 2006 im Finale der EHF Champions League. Im Jahr 2013 beendete Bodnijewa ihre Karriere.

### In der Nationalmannschaft
Bodnijewa gehörte ab dem Jahr 1997 dem Kader der russischen Nationalmannschaft an. Mit der russischen Auswahl gewann sie bei der Europameisterschaft 2000 die Bronzemedaille, bei der Weltmeisterschaft 2001 die Goldmedaille, bei der Weltmeisterschaft 2005 die Goldmedaille und bei der Europameisterschaft 2006 die Silbermedaille. Bei der Weltmeisterschaft 2005 wurde Bodnijewa zum MVP gekürt. Weiterhin wurde sie bei den Europameisterschaften 2000, 2002, 2004 und 2006 sowie bei den Weltmeisterschaften 2001 und 2005 in das All-Star-Team gewählt.
Bodnijewa stand ab dem Jahr 2008 nach Unstimmigkeiten mit dem Nationaltrainer Jewgeni Trefilow nicht mehr im Kader der russischen Auswahl. Erst nach einem klärenden Gespräch kehrte sie nach mehreren Jahren wieder in die Nationalmannschaft zurück. Sie nahm an den Olympischen Spielen 2012 in London teil.

## Nach ihrer aktiven Karriere
Bodnijewa unterstützte ihrem ehemaligen Trainer Akopjan als Co-Trainerin bei der Betreuung der russischen Studentenauswahl bei der Universiade 2015 in Gwangju. Bodnijewa ist bei der Europäischen Handballföderation (kurz: EHF) als Delegierte tätig, in deren Funktion sie vor Ort die Organisation von Länder- und Europapokalspielen sowie die Einhaltung von Vorschriften überwacht. Weiterhin gehört sie bei der EHF der Arbeitsgruppe Women’s Handball Board an, deren Ziel die Förderung und die Weiterentwicklung des Frauenhandballs ist. Im Jahr 2021 war Bodnijewa bis zum Saisonende 2020/21 unter Olga Akopjan als Co-Trainerin bei PGK ZSKA Moskau tätig. Nachdem Bodnijewa bei den Olympischen Spielen 2020 als Assistentin der russischen Nationalmannschaft tätig gewesen war, übernahm sie im September 2021 als erste Frau das Traineramt der russischen Auswahl. Bodnijewa übernahm im März 2024 erneut das Co-Traineramt von PGK ZSKA Moskau, das sie bis zum Saisonende 2023/24 innehatte. Im Februar 2025 übernahm sie das Traineramt von PGK ZSKA Moskau. Unter ihrer Leitung gewann ZSKA 2025 die russische Meisterschaft.